# تولسهانت دارسی
تولسهانت دارسی (به انگلیسی: Tolleshunt D'Arcy) یک روستا و محله مدنی در بریتانیا است که در مالدن واقع شده‌است. تولسهانت دارسی ۱٬۰۴۲ نفر جمعیت دارد.